# アレハンドロ・カンテロ
アレハンドロ・"アレックス"・カンテロ・サンチェス（Alejandro "Álex" Cantero Sánchez、2000年6月8日 - ）は、スペイン・マドリード出身のサッカー選手。レバンテUD所属。ポジションはFW。

## クラブ経歴
マドリードに生まれ、2016年にレバンテUDのカンテラに入団。2019年2月16日、レバンテと自身初のプロ契約を結び 、2021年4月30日にはラ・リーガのセルタ・デ・ビーゴとの試合にてトップチームデビューを果たした。
2021年6月24日、トップチームへの昇格が決まった。

## 代表経歴
2019年にはU-19スペイン代表として2試合に出場した。